# Chilkunda, Hunsur
Chilkunda là một làng thuộc tehsil Hunsur, huyện Mysore, bang Karnataka, Ấn Độ.